# 摩托日记
是一本回忆录，记述了马克思主义革命者埃内斯托·切·格瓦拉的早年旅行，23岁的医科学生格瓦拉以及他的朋友29岁的生物化学家阿尔贝托·格拉纳多，1952年1月离开布宜诺斯艾利斯，骑着1939 Norton摩托 500 CC的La Poderosa（“大力神”）单缸摩托，他们希望探索只能从书上知道的南美洲。在壯遊途中，格瓦拉目睹了社会的不公正，包括被剥削的煤矿工人，遭到迫害的共产党人，被排斥的麻风病人，一败涂地的印加后裔。他们旅行了9个月，利用摩托车、汽船、木筏、马、公交车以及搭便车，横跨8000公里，包括安第斯山脉、阿塔卡马沙漠和亚马逊盆地。
该书被描述成一个经典的成年礼故事，一个冒险、自我意识觉醒的旅途。最初由Verso以“资本论遇上逍遥骑士”的名义出版，摩托日记曾多次登上纽约时报畅销书榜。

## 旅行前

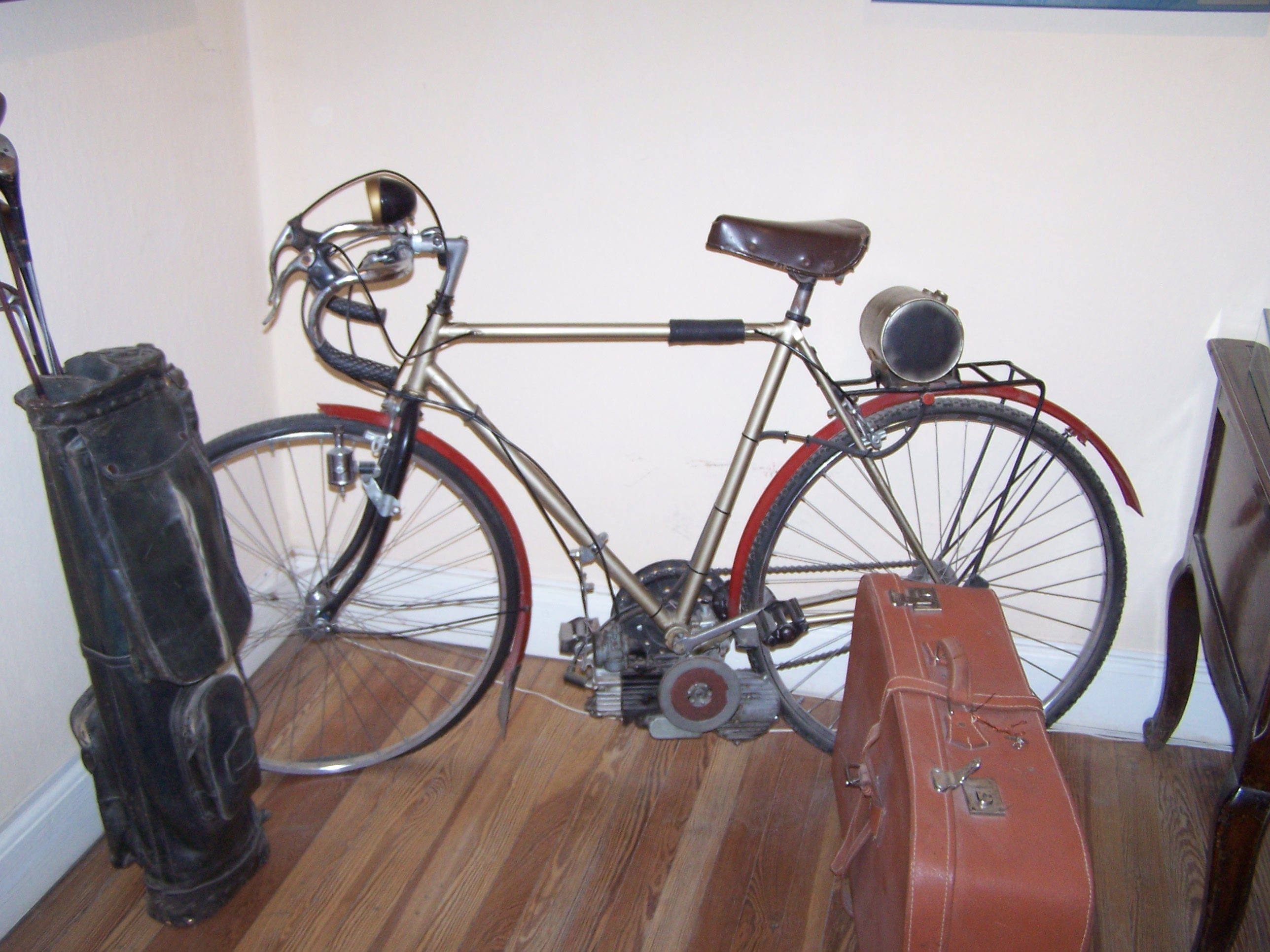
这辆汽油引擎自行车现收藏于上格拉西亚博物馆，阿根廷

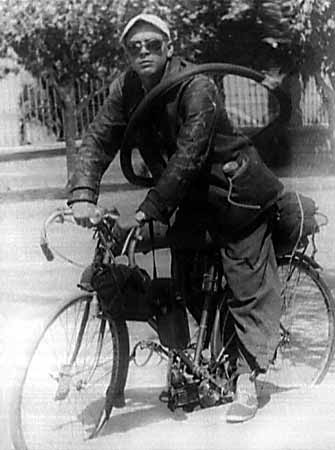
格瓦拉在车上

埃内斯托·格瓦拉在医学学习期间花了很长时间周游拉丁美洲，开始于1948年布宜诺斯艾利斯大学。1950年1月，格瓦拉开始了他的第一次远行，他靠着装有小型发动机的自行车横越4500公里，穿过了阿根廷北部省份。他到达了科尔多瓦附近的圣弗朗西斯科察哈尔，他的朋友阿尔贝托·格拉纳多给麻风病人中心取药的地方。这种体验使格瓦拉跟患者关于他们的病有了很长的交谈。
完成了他的自行车之旅后，阿根廷体育杂志El Grafico发布了格瓦拉骑在车上的照片。该公司生产的发动机适用于埃内斯托的自行车，就试图将其用作广告声称这是非常强的，因为格瓦拉用它骑了那么长的路程。
在他继续求学期间，他还担任阿根廷国家航运企业的贸易和石油船舶上的一名护士。这使格瓦拉从阿根廷南部旅行至巴西、委内瑞拉和特立尼达岛。

## 旅行期间

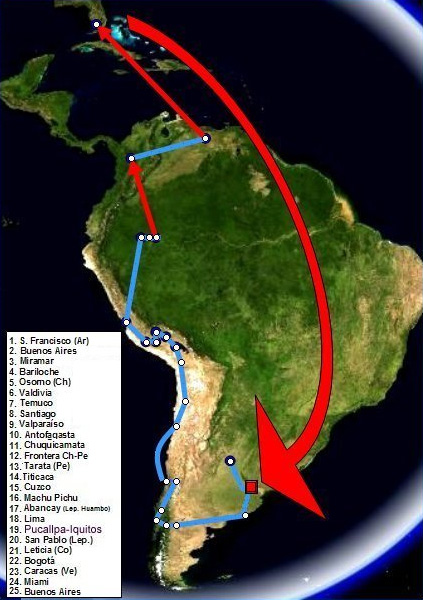
格瓦拉与阿尔贝托的旅行图，红色箭头对应飞机旅行。

“这不是一个英雄传奇故事，也不仅仅是一个愤世嫉俗者的叙述；至少我个人并不这么认为。这是两个生命的短暂交汇，是两个怀着相似的希望与梦想的生命的一段共同历程。在九个月的时间里，一个人可以想很多东西，上至崇高的哲学冥想，下至对一碗汤最为落魄的渴求——这完全得视他的胃而定。与此同时，如果他又有点冒险家的风范，他或许会经历一些在别人看来饶有趣味的事情，而他随手记下的那些东西读起来或许也就和这些日记没什么两样了。”——日记引言
1952年1月，格瓦拉和他的老朋友阿尔贝托·格拉纳多决定从他们的医学研究中休息一年去旅行，就像他们曾经说的：骑摩托穿越南美，格瓦拉和29岁的格拉纳多很快从布宜诺斯艾利斯出发，骑着1939 Norton摩托 500 CC，他们称之为La Poderosa II（“大力神”）。